# 利略
利略，是西班牙卡斯蒂利亚-拉曼恰托莱多省的一个市镇。总面积151平方公里，总人口2922人（2001年），人口密度19人/平方公里。